# TRF (banda)
TRF (Tetsuya Komuro Rave Factory) son una banda de J-Pop y dance japonés, y son también ampliamente famosos por sus coreografías. También son una de las bandas más antiguas que pertenecen al sello Avex, y hasta el día de hoy siguen trabajando juntos.

## Integrantes
- Yu-ki (ユーキ Yūki?) - vocalista
Nombre real: Yūki Kitamura (北村夕起 Kitamura Yūki?)
- Sam (サム Samu?) - bailarín
Nombre real: Masaharu Maruyama (丸山正温 Maruyama Masaharu?)
- Chiharu (チハル?) - bailarina
Nombre real: Chiharu Muraki (村木千春 Muraki Chiharu?)
- Etsu (エツ?) - bailarina
Nombre real: Etsuko Nishioka (西岡悦子 Nishioka Etsuko?)
- DJ-Koo (ディージェイ・コー Dījeī Kō?) - DJ/MC
Nombre real Koichi Takase (高瀬浩一 Takase Koichi?)

## Biografía

### Debut y éxito
Formados originalmente en el 1992 bajo el apadrinaje del reconocido productor en esos tiempos Tetsuya Komuro, la banda debuta bajo el nombre de trf (en minúsculas) en el 1993 con su sencillo "GOING 2 DANCE", y posteriormente su álbum TK RAVE FACTORY -THIS IS THE TRUTH-. Bajo la gran influencia de Komuro (incluso el nombre de la banda tiene su nombre oculto), la banda en sus comienzos consistía de YU-KI y SUZI KIM como las dos vocalistas, como DJs a DJ KOO y Hiro Matsumoto (松本 博之 Matsumoto Hiro?), y por último el bailarín conocido como MEGA-MIX. Para el debut de su primer álbum ya eran 10 personas por nuevas adquisiciones, pero finalmente de los originales sólo permanecieron YU-KI y DJ-KOO, aparte de SAM, CHIHARU y ETSU.
Bajo la producción y el manejo total por parte de Tetsuya Komuro la banda vivió su mayor auge, vendiendo millones de discos con varios de sus álbumes y sencillos, todos lanzados bajo el sello de Avex Trax. Lograron ganar su primer Japan Record Award en 1996 con su sencillo éxito "Overnight Sensation", y desde su trabajo "Hey! Ladies & Gentleman" la banda cambió su nombre a TRF (ya completamente en mayúsculas, y nombre mantenido hasta el día de hoy). En 1997 YU-KI comenzó a hacer trabajos en solitario, debutando como seiyū en la serie Elmer no Bouken, y cantando el tema principal "dragón's dance" como cantante solista.
Pero YU-KI no es la única que ha hecho trabajos aparte de TRF. CHIHARU ha hecho coreografías para varias artistas como Shizuka Kudo, Nanase Aikawa, y más recientemente con Ayumi Hamasaki, donde ella junto a ETSU (quien también diseña varias portadas de discos para la banda) han bailado junto a la cantante para algunos de sus videos musicales como "Real me" (2002) y "fairyland" (2005). La banda tiene una estrecha relación con Ayumi Hamasaki, y ella incluso los invitó a cantar junto a ella en su concierto de vísperas de año nuevo del 2002. SAM también ha hecho varias coregrafías con artistas como Hikari Genji, SMAP, V6, BoA, y también con Namie Amuro, con quien también estuvo casado hasta el año 2002.
Sus últimos trabajos de estudio originales fueron en 1999 con su álbum "LOOP#1999", y en el año 2000 lanzaron sólo sencillos de remixes de sus más grandes éxitos de los noventa, que finalmente fueron compilados los mejores en un solo álbum.
Kim también hizo aparición como vocalista de la canción "The Edge of Soul", del videojuego Soul Blade lanzado para PSone.

### Receso
Después de "LOOP#1999" y un álbum de remixes, TRF dejó de tener una vida activa musicalmente.
En el 2001 vuelven al estudio para grabar una canción de beneficencia, "One Nation", para el álbum song+nation, en ayuda a los atentados de las Torres Gemelas de Nueva York.
Entre los años 2002 y 2005 no lanzaron ningún nuevo material, y sólo se les pudo ver presentándose en vivo para los conciertos de a-nation organizados por su sello disquero Avex, pero nada de nueva música.

### Regreso a la música
La banda finalmente regresa a la escena musical nuevamente en el 2006 con su nuevo proyecto "TRF Re Vibe!!", y lanzaron su primer sencillo y álbum original en siete años, "Where to begin" y Lif-e-Motions, ambos lanzados en febrero, donde estrenaban un CD con puras nuevas grabaciones de la banda, y otro donde varios artistas de Avex realizaron covers de algunos de sus temas.
Su segundo sencillo, "Silence whispers", fue lanzado de forma simultánea con su primer tour en más de cinco años, "Lif-e-Motions TOUR 2006", en formato DVD. Algo insólito ocurre para el lanzamiento del tercer sencillo de la banda, ya que Tetsuya Komuro se les une nuevamente en la producción, tras su separación hace bastantes años. Dicho sencillo fue titulado "We are all BLOOMIN'", y fue lanzado el 29 de noviembre del año 2006.
En febrero del 2007 celebraron su décimo quinto aniversario como grupo, con el lanzamiento del álbum recopilatorio "TRF 15th Anniversary BEST -MEMORIES-", y también con un concierto especial en honor a esta celebración.

## Discografía

### Sencillos
1. GOING 2 DANCE (25 de febrero de 1993)
2. EZ DO DANCE (21 de junio de 1993)
3. Ai ga mo Sukoshi Hoshii yo (愛がもう少し欲しいよ?) (21 de noviembre de 1993)
4. Silver and Gold dance (21 de noviembre de 1993)
5. Samui Yoru Dakara... (寒い夜だから…?) (16 de diciembre de 1993)
6. survival dAnce ～no no cry more～ (25 de mayo de 1994)
7. BOY MEETS GIRL (22 de junio de 1994)
8. CRAZY GONNA CRAZY (1 de enero de 1995)
9. masquerade (1 de febrero de 1995)
10. Overnight Sensation ～Jidai wa Anata ni Yudaneteru～ (Overnight Sensation ～時代はあなたに委ねてる～?) (8 de marzo de 1995)
11. BRAND NEW TOMORROW (25 de octubre de 1995)
12. Happening Here／teens (11 de diciembre de 1995)
13. Love&Peace Forever (21 de marzo de 1996)
14. Hey!Ladies&Gentlemen (12 de junio de 1996)
15. BRAVE STORY (24 de julio de 1996)
16. SILENT NIGHT (6 de noviembre de 1996)
17. LEGEND OF WIND (11 de diciembre de 1996)
18. Unite! The Night! (18 de febrero de 1998)
19. Frame (25 de marzo de 1998)
20. TRY OR CRY (29 de abril de 1998)
21. BE FREE (23 de septiembre de 1998)
22. embrace／slug&soul (5 de noviembre de 1998)
23. JOY (3 de febrero de 1999)
24. WIRED (21 de abril de 1999)
25. HE LIVES IN YOU (25 de agosto de 1999)
26. Where to begin (18 de enero de 2006)
27. Silence whispers (30 de agosto de 2006)
28. We are all BLOOMIN' (29 de noviembre de 2006)
29. iNNOVATiON (17 de octubre de 2007)
30. Live Your Days (23 de abril de 2008)

#### Remix sencillos
- Burst drive Mix (23 de marzo de 2000)
- Burst drive Mix -2nd mix- (31 de mayo de 2000)
- Burst drive Mix -3rd mix- (26 de julio de 2000)
- "Da! Da! Da!" SEB Presents BOY MEETS GIRL with TRF (23 de agosto de 2000)
- Burst drive Mix -4th mix- (20 de septiembre de 2000)
- Burst drive Mix -5th mix- (22 de noviembre de 2000)

### Álbumes
1. TK RAVE FACTORY ~THIS IS THE TRUTH~ (25 de febrero de 1993)
2. EZ DO DANCE (21 de julio de 1993)
3. WORLD GROOVE (9 de febrero de 1994)
4. BILLIONAIRE～BOY MEETS GIRL～ (24 de julio de 1994)
5. dAnce to positive (27 de marzo de 1995)
6. BRAND NEW TOMORROW (11 de diciembre de 1995)
7. UNITE (20 de mayo de 1998)
8. LOOP#1999 (19 de mayo de 1999)
9. Lif-e-Motions (15 de febrero de 2006)

#### Remixes
- HYPER TECHNO MIX (21 de mayo de 1993)
- HYPER TECHNO MIX Ⅱ (21 de octubre de 1993)
- HYPER MIX Ⅲ (27 de abril de 1994)
- HYPER MIX 4 (21 de junio de 1995)
- Burst drive mix-album-non stop mezclado por DJ KOO (27 de diciembre de 2000)

#### Best
- WORKS -THE BEST OF TRF- (1 de enero de 1998)
- TRF 15th Anniversary BEST -MEMORIES- (7 de febrero de 2007)

#### Conciertos
- THE LIVE3 (21 de febrero de 1996)